# Claude-Guillaume Testu de Balincourt
Pour les autres membres de la famille, voir Famille Testu de Balincourt.
Claude Guillaume Testu, marquis de Balincourt, baron de Bouloire, né le 18 mars 1680 à Paris et mort le 12 mai 1770 à Paris, est un maréchal de France.
Marquis de Balincourt par lettres patentes de juillet 1719, unissant Balincourt, Héréville, Arronville et Margicourt), baron de Bouloire, seigneur de Maisoncelles, Escorpain, Arronville, Margicourt, Abiville, Fontenelles, Quincampoix, Saint-Cyr, Châtillon-Le-Roi, Mérobert, Nohen et Montmartin (en partie).

## Biographie
Claude Guillaume Testu de Balincourt est le fils d'Henri Testu de Balincourt, capitaine des chasses de la Varenne du Louvre, et de Claude-Marguerite de Sève (fille d'Alexandre de Sève). Il est le demi-frère de François Testu de Balincourt.

### Carrière militaire
Mousquetaire du Roi vers 1697-1698, il entre comme officier au régiment du Roi infanterie. Il sert dans l'armée des Flandres sous les ordres du Maréchal de Boufflers en 1700. Pendant la guerre de Succession d'Espagne, il est à Nimègue le 11 juin 1702. Promu colonel au régiment d'Artois-Infanterie le 9 mai 1703, y remplace le marquis de Rothelin.
Il combat à Hochstaedt le 20 septembre 1703 et en Bavière. Il est en Catalogne en 1706, sous les ordres du Maréchal de Tessé. Brigadier d'infanterie le 29 mars 1710, maréchal de camp le 1er février 1719, il est promu Lieutenant général des armées le 1er août 1734. Gouverneur de Mont-Dauphin (Dauphiné), par provisions du 26 janvier 1739.
À la fin du mois d'août 1743, Philippe-Charles de La Fare est employé à l'armée d'Alsace du maréchal de Coigny, en tant que lieutenant-général. Il se retrouve avec son ami le lieutenant-général Claude Guillaume Testu de Balincourt à la défaite du prince Charles de Lorraine. Commandant en Alsace en 1745, il est nommé gouverneur de la ville et de la citadelle de Strasbourg le 1er janvier 1746, il y remplace le maréchal de Broglie.

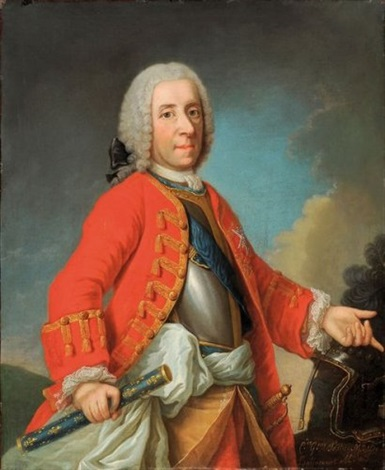
Portrait de Balincourt avec son bâton de maréchal.

Claude-Guillaume Testu, marquis de Balincourt, est fait maréchal de France le 19 octobre 1746, le même jour que Philippe-Charles de La Fare. Il reçoit les entrées de la Chambre en mai 1764. Il est fait chevalier des ordres du Roi le 7 juin 1767.
À l'âge de 90 ans, il meurt de faim son gosier s'était ossifié et plus aucune nourriture ne pouvait y passer.

### Mariage et descendance
Il épouse Marguerite-Guillemette Alleman de Montmartin, dame en partie de Montmartin (mort en mars 1764), fille de Pierre, chevalier, comte de Montmartin, La Mure et Vachères, lieutenant du roi en Dauphiné. Ce mariage reste sans descendance.

## Armoiries
| Figure | Blasonnement                                                                                                 |
|        | D'or, à trois léopards de sable, armés et lampassés de gueules, l'un sur l'autre, celui du milieu contourné. |